# Гвадалуп (Калифорнија)
Гвадалуп (енгл. Guadalupe) град је у америчкој савезној држави Калифорнија. По попису становништва из 2010. у њему је живело 7.080 становника.

## Демографија
Према попису становништва из 2010. у граду је живело 7.080 становника, што је 1.421 (25,1%) становника више него 2000. године.
| Група             | 2000.         | 2010.         |
| Белци             | 457 (8,1%)    | 626 (8,8%)    |
| Афроамериканци    | 40 (0,7%)     | 74 (1,0%)     |
| Азијати           | 333 (5,9%)    | 279 (3,9%)    |
| Хиспаноамериканци | 4.781 (84,5%) | 6.103 (86,2%) |
| Укупно            | 5.659         | 7.080         |